# Çò des de Jaima
Çò des de Jaima és una casa de Vilac al municipi de Vielha e Mijaran (Vall d'Aran) inclosa a l'Inventari del Patrimoni Arquitectònic de Catalunya.

## Descripció
És un antic habitatge amb els edificis formant una L entorn del pati que queda al davant com ens organitzador del conjunt, tancat per un mur i un portal sense caràcter. El casal presenta la façana principal paral·lela a la "capièra" orientada a llevant. Les obertures de fusta, disposades de manera simètrica de tres en tres, evidencien l'existència de dues plantes sota un "humarau" que aixopluga una estructura d'encavallades de fusta i un "losat" de dos vessants. L'edifici integra per la banda nord un annex residencial que interpretem producte d'una refacció posterior, actualment comunicant per una porta elevada.
L'antiga porta principal és presidida per un bloc de marbre que conté entre les bandes de separació la de separació la següent inscripció en relleu : 1783//[Jo]AN.G[abri]EL// S[ant] { Beat}. Sense dubte, però l'edifici més característic del conjunt és la petita borda que es troba en el costat més curt, atès que conserva sota la prolongació de les pales de la coberta una balconada de fusta que dona la impressió d'estar suspesa en l'aire, tot i els elements de suport disposats en colze.

## Història
En el llibre de Vilac trobem esment de Joan Gabriel Sambeat de Jaima (1730) Els Santbeat són un llinatge d'arrels antigues i dels principals a la Val d'Aran. Com a conseqüència del procés d'emigració que patí la Val, els darrers hereus la vengueren als de Juliana.